# Autogestão
Autogestão é a administração de um organismo pelos seus participantes, em regime de democracia direta. Em autogestão, não há a figura do patrão, mas todos os envolvidos participam das decisões administrativas em igualdade de condições. Em geral, os trabalhadores são os controladores da empresa autogestionada, seja por meio da propriedade coletiva, cessão de uso, arrendamento ou aluguel dos meios de produção. 
A autogestão não deve ser confundida com controle operário, que mantém a hierarquia e o controle externo da entidade (uma fábrica, p. ex.) por algum organismo ou instância superior (como um sindicato ou partido político).
Os conceitos de autogestão variam de acordo com as posições políticas ou sociais. O conceito anarquista de autogestão se caracteriza por eliminar a hierarquia e os mecanismos capitalistas de organização envolvidos. Para outra concepção de autogestão, esta se caracteriza como as relações de produção da sociedade comunista.

## Fundamentação teórica
Erroneamente, muitas pessoas compreendem o anarco-comunismo como uma forma totalmente desorganizada de ser e agir, ou como "bagunça generalizada". Este preconceito estabelecido ao longo dos últimos 150 anos não compreende a extensão do modo anarquista de organização, que contrariamente ao conceituado usualmente, é um meio extremamente organizado de defesa de direitos. Neste sistema organizativo, tem-se a autogestão, uma tecnologia de trabalho, de organização de produção, resultado de esforços coletivos.
O que não é autogestão: Partindo da negação, ou seja, "o que não é autogestão", será possível encontrar um conceito amplo e ao mesmo tempo aplicado ao caso em tela.
Alain Guillerm e Yvon Bourdet trazem 5 conceitos para determinar o tipo de relação que um grupo de operários possuem com as fábricas: participação, co-gestão, controle operário, cooperativa e autogestão.

## Conceitos (diferentes de Auto-Gestão; o que não é Auto-Gestão)

### Co-Gestão
Por Co-Gestão, Guilllerm e Bourdet apontam ter seu nascimento na ausência de conflitos, neste caso, os operários de uma fábrica participam dos processos "meio", ou seja, da melhoria e optimização da execução de um fim proposto pela fábrica. Trata-se de uma tentativa de integrar a criatividade e a iniciativa operária ao processo produtivo de ordem capitalista (aumento de produtividade e consequente extracção de lucros). Há um enriquecimento das actividades propostas na medida em que os operários vão adquirindo um conhecimento maior para a escolha dos meios de atingir os objectivos propostos. Os operários recebem uma dose de auto-organização para a execução de suas tarefas e na determinação dos meios para o alcance de objectivos, porém sem a definição de metas - trabalhador participa apenas no processo de produção, nos meios, não nos fins.
Segundo os defensores deste modo de gestão, a integração parcial da iniciativa e criatividade operária no processo de produção é uma forma de não dar um simples papel instrumental dentro da empresa. Para alguns pensadores, a Co-gestão dá a possibilidade de intervenção operária, através de seus representantes dos conselhos administrativos, o que pode ser considerado um grande passo em direcção a um processo autogestionário. Porém, para outros pensadores, a co-gestão proposta pelos empresário visa sobretudo a conquista da subjectividade operária, levando não a uma maior autonomia dos trabalhadores, mas sim a uma intensificação do ritmo de produção e da alienação do trabalho. No fordismo, apenas o corpo dos trabalhadores era controlado eficazmente pela organização do trabalho. No toyotismo, graças a políticas empresariais que incluem a participação dos trabalhadores, a alienação atinge também a mente dos trabalhadores, que devem se entregar de corpo ao alma ao círculo infernal da exploração do trabalho.

### Controle operário
Controle operário segundo Guillerm e Bourdet têm nascedouro na existência de um conflito, onde os operários de uma fábrica ou empresa, realizam protestos contra suas condições de trabalho, melhorias salariais, etc.. Um dos meios mais usados neste tipo trazido por Bourdet e Guillerm é a greve, onde os operários paralisam suas atividades de maneira total ou parcial para alcançar a execução de suas reivindicações.
No que se refere ao conceito "cooperativa", por questões meramente didáticas não serão colocadas como um tipo de gestão, uma vez que durante o presente trabalho este conceito será explorado na sua totalidade com a autonomia que o tema merece, não desmerecendo de maneira alguma os conceitos de Guillerm e Bourdet.

## História
Historicamente encontramos registos de auto gestão em várias situações, inclusive bíblicas, quando mencionamos os Essénios, povo antigo que vivia em comunidade e usufruía os frutos de seu trabalho, decidindo os rumos do grupo.
Autogestão é um termo relativamente novo, tendo sido incluído nos dicionários franceses na década de 60. Os tradutores de Soljenitsyn, por exemplo, empregam autogestão para caracterizar a organização do rodízio para "despejar o urinol":
"Na Prisão Política Central (…) já ao se levantar, o guarda fez uma importante comunicação: designou entre os detidos de nossa cela os que terão a incumbência de despejar o urinol. (Nas prisões banais, comuns, os prisioneiros têm igualdade de liberdade de palavra e direito à autogestão, que lhes permite resolver por si mesmos este problema". (Soljenistyn, Arquipélago Gulag, Guillerm e Bourdet, p. 9).
Os tradutores do Arquipélago Gulag souberam traduzir de forma específica a autogestão, referindo-se em uma análise simples a um rodízio de urinol. Por outro lado ao se fazer a análise completa é possível observar o poder de decisão do grupo sobre algo que lhes diz respeito. Característica dos sistemas autogestionários coletivos. A decisão coletiva é possibilidade de um sistema democrático, onde o espaço permite este tipo de prática. Mas, voltando os dicionários franceses da década de 60, o termo autogestão, ou autogestion surge da tradução da palavra servo-croata samoupravlje, em que samo equivale ao prefixo grego "auto" e upravlje significa "gestão". Foi introduzida na França para designar a experiência político-econômico-social da Iugoslávia de Tito em ruptura ao stalinismo: o chamado titoísmo.
Não se pode aceitar como autogestão a experiência iugoslava, até mesmo pelo controle e ingerência do Estado, o que subverte o sistema como um todo. Não o desmerece, apenas tira de sua caracterização o rótulo "Autogestão" podendo vir a ser reconhecido como sistema de Co-Gestão, pelo menos em uma análise primeira.
A possibilidade de tomar decisões, de se autogovernar é um grande passo na jornada para a emancipação. A liberdade se conquista, e isto, os oriundos do sistema prisional no país sabem muito melhor do que nós teóricos do assunto:
"Entendemos por autogestión el movimiento social, econômico y político que tiene como método y objetivo que la empresa, la economia y la sociedad em general estan dirigidas por quienes producen y distribuien los bienes y servicios generados socialmente. La autogestion propugna la gestión directa y democrática de los trabajadores, en las funciones de planificacion, direccion y ejecución" (Iturruspe, 1988).
A grande maioria das pessoas executa tarefas e não sabem o motivo pelo qual o fazem. Iturruspe nos traz um conceito importante sobre o que vem a ser Autogestão. "La gestión directa y democrática de los trabajadores, en las funciones de planificación, direccion y ejecución".
Não se pode afirmar mais que seria utopia acreditar que um grupo de trabalhadores pudesse ser dono de suas atividades, seus meios de produção e com isto produzisse riquezas. Ou como diz Iturruspe, participando das atividades de planificação, direção e execução referentes ao seu empreendimento. A experiência de Rochdale mostra que é uma possibilidade real. Nanci Valadares Carvalho, em seu livro Autogestão, o Nascimento das ONGs, conceitua autogestão da seguinte maneira:
"Unidade de autogestão é aquela unidade para qual seus membros formam um grupo que se governa a si mesmo. No tipo autogestão de autogoverno todos os trabalhadores numa determinada firma se tornam seus administradores diretos."
A grande colaboração deste sistema trazido por Proudhon – sem jamais ter usado o termo – está na possibilidade de promover a liberdade coletiva dos envolvidos no sistema.
Não se pode falar em autogestão de forma genérica, pois se trata de modo de gestão autônomo, como valores e meios específicos. A Autogestão é resultado de processos democráticos e decisórios. Possível, mediante liberdade, produzindo e promovendo liberdade.
Passeando pela internet é possível encontrar a seguinte definição no saite da Anteag – Associação Nacional dos Trabalhadores das Empresas Autogestionárias:
"A autogestão é um modelo de organização em que o relacionamento e as atividades econômicas combinam propriedade e/ou controle efetivo dos meios de produção com participação democrática da gestão.
Autogestão também significa autonomia. Assim, as decisões e o controle pertencem aos próprios profissionais que integram diretamente a empresa. (www,anteag.org.br)"
A ANTEAG, não fornece uma inovação conceitual sobre o tema, por outro lado, fornece experiências autogestionárias, trazendo um novo paradigma das relações de trabalho, administração e gestão de empreendimentos.

## Autogestão em Proudhon
Proudhon era antes de tudo, um crítico da burocracia e de todas as construções que visavam o seu estabelecimento institucional.
O autor só teria que usar esse termo se por acaso a expressão "Autogestão" compreende a autonomia do problema sendo ele a proporção da "Co-gestão", isto deve ficar claro, e talvez por este motivo alguns autores não lhe deem o crédito sobre este instituto organizacional. Por outro lado, empregou seu conteúdo, não restringindo o sentido autogestionário de uma sociedade autônoma à simples administração de uma empresa pelo seu pessoal. Proudhon foi além, fornecendo a sua concepção, como um conjunto social de grupos autônomos, associados tanto nas suas funções econômicas de produção quanto nas suas funções políticas.
Em uma organização autogestionária, as decisões fundamentais têm de ser tomadas pelo coletivo. Para isso é necessário que todos tenham acesso às informações, responsabilidade com o coletivo e disciplina. A Autogestão tem uma história, Carvalho, descrevem um pouco sobre isto:
"A autogestão é impelida pelas condições materiais do nosso tempo e não como um amadurecimento de formas anteriores da mesma coisa. O homem que conduz a experiência de sua própria gestão é o homem contemporâneo e não o bárbaro ou selvagem que luta pela sobrevivência. A autogestão é um fenômeno pós-industrial baseado na associação de homens em suas vidas para uma participação maior e mais profunda. Expressa o impulso cultural das massas que querem o controle dos processos de mudança histórica, em vez de delegar este controle para os "poucos educados". Desta maneira - e se nesse sentido realmente for bem sucedida - a autogestão pode tomar-se a gestão dos processos de mudança histórica". (Carvalho, 1983: 34)

## Autogestão em Nildo Viana
A autogestão para Nildo Viana é um processo que abrange a totalidade das relações sociais, ou seja, é autogestão social, ou sociedade autogerida, cuja base fundamental se encontra nas relações de produção, nas quais os produtores gerem todo o processo de produção e distribuição, de forma coletiva e igualitária.
A autogestão social é produto de uma ampla, radical e profunda transformação social, subvertendo todas as relações sociais, abolindo o capital, o estado, o mercado, as organizações burocráticas em geral, e instituindo novas organizações e relações sociais, entre as quais os conselhos dos produtores associados que devem gerir o conjunto da produção e distribuição, os conselhos comunais e outros organizações autogeridas.
A transformação das relações de produção promove uma transformação geral da sociedade, promovendo o fim da oposição entre produtores e consumidores, transformando a cultura, as relações entre os sexos, alterando radicalmente os valores e a mentalidade dos indivíduos.
O fim do processo é a sociedade autogerida, o ponto mais alto de desenvolvimento da humanidade e dos indivíduos associados livremente e igualitariamente. Sendo uma sociedade que garante a satisfação das necessidades humanas e o desenvolvimento do conjunto das potencialidades humanas, superando a especialização e os homens unilaterais, instituindo os seres humanos onilaterais.
Em outras palavras, a autogestão se caracterizaria como as relações de produção da sociedade comunista, tal como exposto por Nildo Viana em seu artigo O Que é Autogestão? e desenvolvido de forma mais aprofundada em seu livro Manifesto Autogestionário e por João Bernardo em seu livro Para Uma Teoria do Modo de Produção Comunista.

## Cooperativas autogestionárias em outros países
- A famosa cerâmica Zanon, da Argentina
- A editora anarquista AK Press, dos Estados Unidos
- A corporação Mondragón, do País Basco, que é a sétima maior corporação da Espanha